# Benjamin Rubin
Benjamin A. Rubin (Nova Iorque, 27 de setembro de 1917 — 8 de março de 2010) foi um microbiologista estadunidense.
É conhecido como inventor da agulha hipodérmica para vacinação, que foi fundamental na erradicação da varíola.